# Pen-Ek Ratanaruang
Pen-Ek Ratanaruang (en tailandés: เป็น เอก รัตน เรือง; Bangkok, 8 de marzo de 1962) es un director de cine y guionista tailandés. Mejor conocido por su trabajo, Last Life in the Universe. Es considerado como uno de los principales autores de la "nueva ola" del cine tailandés, junto a Wisit Sasanatieng y Apichatpong Weerasethakul. En ocasiones es apodado Tom y se acredita a veces como Tom PanNet.

## Biografía

### Educación y carrera
Pen-Ek estudió desde 1977 hasta 1985 en el Instituto Pratt en Nueva York. Trabajó como ilustrador freelance y diseñador gráfico.
En 1993, empezó a trabajar en la Film Factory de Cine de Bangkok, donde trabajó con Wisit Sasanatieng. En la Film Factory, Pen-Ek hizo comerciales de televisión, por los que ganó numerosos premios, incluyendo una medalla de bronce en el León de oro de Cannes por su publicidad de Clairol, un champú anti-caspa. El anuncio se titulaba "Dance".

### Debut y reconocimiento internacional
Hizo su debut con Fun Bar Karaoke en 1997. Es la historia de una joven llamada Pu cuyo padre se enamora de una meretriz quién es la novia de un mafioso llamado Noi (Ray McDonald). Fun Bar Karaoke fue proyectada en muchos festivales de cine después de su estreno mundial en el Festival de Cine de Berlín.
La segunda película de Pen-Ek, Ruang Talok 69 (6ixtynin9), es otra comedia-crimen. En ella, una mujer joven (Lalita Panyopas) encuentra una caja de fideos instantáneos llena de dinero que ha sido colocada erróneamente en su puerta y entra en conflicto con algunos mafiosos. La película fue nominada por Tailandia para el Oscar a la Mejor Película en Lengua Extranjera en 1999. Se proyectó también en el Festival internacional de cine de Róterdam y otros festivales.
Su tercera película, Transistor Monrak es una historia de amor entre un joven llamado Pan (Supakorn Kitsuwon) que se casa con su novia (Siriyakorn Pukkavesh). Es reclutado por el ejército y luego se escapa para perseguir su sueño de ser cantante. La película se estrenó en la Quincena de Realizadores del Festival de cine de Cannes. También se nominó, nuevamente, para los Oscar.
Pen-Ek trabajó como editor para el director Nonzee Nimibutr en su película de 2003 OK Baytong, y fue el narrador en 2004 de la película Citizen Dog.
En 2004, Pen-Ek fue uno de los artistas que recibieron la primera edición del Premio Silpathorn por el Ministerio de Cultura de Tailandia. El premio se otorga anualmente a artistas contemporáneos.

### Conceptos Panasiáticos
Para su cuarta película, Last Life in the Universe, se asoció con el escritor Prabda Yoon, el director de fotografía Christopher Doyle y el actor japonés Tadanobu Asano. Asano retrata a un hombre japonés que pertenece a la Yakuza en Tailandia. También cuenta con la participación del director japonés Takashi Miike en un pequeño papel de yakuza. Fue seleccionado para la competición en el Festival de Róterdam. Ganó el premio Upstream al mejor actor para Asano en el Festival internacional de cine de Venecia y elegida por Tailandia para los Premios de la Academia.
Pen-Ek trabajó de nuevo con Prabda, Doyle y Asano en su siguiente película Invisible Waves. Trata de un chef japonés que comete un asesinato en Macao y huye a Tailandia. La película también está protagonizada por el actor hongkonés Eric Tsang y la actriz coreana Kang Hye-jeong. Fue seleccionada para competir en el Festival de Cine de Berlín en 2006, donde tuvo su estreno mundial. Fue la película de apertura en el Festival internacional de cine de Bangkok, y también formaba parte de la competición.
Fue seleccionado en 2006 para participar en un proyecto de cortometrajes digitales que realizaban tres directores en el Festival Internacional de Cine de Jeonju. Dirigió un corto llamado Twenty Twelve, sobre un hombre joven (Ananda Everingham) que se enamora de una mujer que ve en el otro lado de una terminal aérea. Christopher Doyle aparece en la película como el piloto. Los otros cineastas que participaron en el proyecto fueron, su compatriota Eric Khoo y Darezhan Omirbayev de Kazajistán.

### Trabajos recientes
En 2006, Pen-Ek dirigió un corto documental Total Bangkok, acerca de un aficionado de fútbol que juega partidos en un campo de concreto debajo de una autopista elevada en Bangkok. La película de 21 minutos fue patrocinada por Nike. Pen-Ek es un fanático del fútbol de toda la vida.
Pen-Ek regresó a la escritura de guiones de la que sería su siguiente película Ploy. Se sometió al plan de proyectos del Festival internacional de cine de Pusan, en un esfuerzo para asegurar el financiamiento de ésta. La película fue proyectada en la Quincena de realizadores de Cannes. Lalita Panyopas, quien protagonizó Ruang Talok 69, volvió a encabezar el reparto, interpretando a una mujer celosa y enojada después de que su marido se hace amigo de una chica adolescente y la lleva a la habitación de hotel donde se hospeda la pareja. La película, que también está protagonizada por Ananda Everingham y Porntip Papanai, fue censurada en Tailandia debido a unas escenas de sexo. Ploy se proyectó en varios festivales de cine, incluyendo el Festival de cine de Bangkok, en el Osian's Cinefan de cine asiático y árabe donde ganó el premio FIPRESCI. También en el Festival de cine de Toronto y en el Festival de cine de San Sebastián.
En 2007, Pen-Ek dirigió un segmento para el proyecto de cortometrajes del Ministerio de Cultura Contemporánea en conmemoración de la fiesta del 80 aniversario de Su Majestad el Rey Bhumibol Adulyadej. El proyecto contó con nueve películas hechas por diez directores, entre ellos compañeros como Wisit Sasanatieng, Apichatpong Weerasethakul y el veterano cineasta Bhandit Rittakol.
También en 2007, Pen-Ek fue invitado por el Festival de Toronto para presentar dos de sus cortometrajes Total Bangkok y Twenty Twelve, así como una colección de comerciales en un programa llamado Total Pen-Ek.
En 2009 estrena Nymph, que trata de un bosque misterioso en el que fue violada y asesinada una joven por dos hombres. Un día, Nop, fotógrafo profesional, es contratado para retratar la vida salvaje de la jungla. Su esposa le acompaña en su viaje. Una vez en el bosque todo son discusiones y ella parece más preocupada por su ordenador portátil y su teléfono móvil. Nop comienza su reportaje y acaba fascinado por un extraño árbol en el corazón de la jungla. Está protagonizada por Jayanama Nopachai ("The Legend of Naresuan"), Porntip Papanai ("Ploy"), Wanida Termthanaporn ("Club zaa") y Chamanun Wanwinwatsara ("The house"). Compitió en la sección Un certain regard del Festival de Cannes.
En 2011 estrena Headshot, un noir que adapta "Fon Tok Kuen Fah", una novela negra del escritor tailandés Win Lyovarin, dos veces ganador del premio literario Southeast Asian Writers., que trata sobre un asesino a sueldo que recibe un disparo durante una misión.
La película se estrenó mundialmente en el Festival de cine de Toronto.

## Filmografía
- Fun Bar Karaoke (1997)
- Ruang Talok 69 (6ixtynin9) (1999)
- Monrak Transistor (Transistor Love Story) (2001)
- Last Life in the Universe (Ruang Rak Noi Nid Mahasan) (2003)
- Invisible Waves (2006)
- Twelve Twenty (For Jeonju International Film Festival's Digital Short Films by Three Directors project, 2006)
- Total Bangkok (short film, 2006)
- Ploy (2007)
- Luminous Sound (Short Films Project in Commemoration of the Celebration on the Auspicious Occasion of His Majesty the King's 80th Birthday Anniversary, 2007)
- Nymph (2009)
- Headshot (2011)

- Datos: Q725376
- Multimedia: Pen-ek Ratanaruang / Q725376